# One More River to Cross
One More River to Cross je osmé studiové album americké bluesové skupiny Canned Heat, vydané v roce 1973 u Atlantic Records.

## Seznam skladeb
| Pořadí         | Název                   | Autor                                   | Délka |
| -------------- | ----------------------- | --------------------------------------- | ----- |
| 1.             | One More River to Cross | Daniel Moore                            | 3:10  |
| 2.             | L.A. Town               | Canned Heat                             | 3:28  |
| 3.             | I Need Someone          | Bob Hite                                | 4:54  |
| 4.             | Bagful of Boogie        | Canned Heat                             | 3:34  |
| 5.             | I'm a Hog for You Baby  | Jerry Leiber, Mike Stoller              | 2:40  |
| 6.             | You Am What You Am      | James Shane                             | 4:31  |
| 7.             | Shake, Rattle and Roll  | Charles E. Calhoun                      | 2:31  |
| 8.             | Bright Times Are Comin  | Canned Heat                             | 3:11  |
| 9.             | Highway 401             | Canned Heat                             | 3:53  |
| 10.            | We Remember Fats        | Dave Bartholomew, Fats Domino, Al Lewis | 5:07  |
| Celková délka: | Celková délka:          | Celková délka:                          | 36:59 |

## Sestava

### Canned Heat
- Bob Hite – zpěv
- Henry Vestine – sólová kytara
- James Shane – rytmická kytara
- Richard Hite – basová kytara
- Adolfo de la Parra – bicí
- Ed Beyer – piáno

### Hosté
- Muscle Shoal Horns – rohy
- Roger Hawkins – bicí
- Barry Beckett – klávesy